# Convergencia Andaluza
Convergencia Andaluza (CA) es un partido político español de ámbito andaluz. Se define como nacionalista andaluz.

## Historia
Los orígenes vienen de una escisión del PSOE-A de Granada, que se pasaron al Partido Andalucista en los años 80.
Fue fundado en marzo de 2006 en Algeciras por militantes del Partido Andalucista, siendo los más destacados José Ortega Andrade y Francisco Calvo. Además contaba entre sus filas con políticos como Juan Carlos Benavides, anterior alcalde de Almuñécar (Granada), también procedente del PA y Luis Manuel Rubiales, exalcalde de Motril, procedente del PSOE. En las elecciones municipales de 2007, obtuvieron 6.994 votos y	10 concejales (todos ellos en Almuñécar).
Con la aparición del exalcalde motrileño Luis M. Rubiales a las filas de Convergencia Andaluza se ampliaron las sedes del partido en la Costa Granadina con la aparición de las agrupaciones de Motril, Albuñol y Salobreña.
En las autonómicas de 2008 denunció que el partido Coalición Andalucista estaba usando su logo y siglas en su propagando electoral. Siendo estos hechos denunciados ante la Junta Electoral de Andalucía, que resolvió ordenando a Coalición Andalucista a retirar toda la propaganda denunciada ya que generaba confusión al electorado. Por otro lado, Coalición Andalucista instó a Convergencia Andaluza a no presentarse a los comicios para evitar la división de voto andalucista.
En las elecciones de 2011 en la localidad de Almuñécar, sus concejales bajaron a 7 de los 21, siendo la fuerza política más votada, a pesar de ello, la alcaldía pasó a manos de la candidata del Partido Popular con el apoyo de Izquierda Unida, Partido Andalucista y PSOE. En Motril se obtuvieron 1879 votos consiguiendo 2 concejales de 25. En Albuñol se obtuvieron 698 votos que se tradujeron en 3 concejales de 13.
En 2013 se volvió a integrar en el Partido Andalucista, que se disolvió en 2015. En las elecciones al Parlamento de Andalucía de 2018 se presentó únicamente por la circunscripción electoral de Granada con el lema "Agua para el campo", sin obtener ninguna representación. Para las municipales de 2019 obtiene 10 concejales, ganando las elecciones en Almuñécar y obteniendo 7 concejales,1 concejal en Los Guájares y 2 en Lentegí. A pesar de ser el partido más votado en Almuñécar no obtienen la alcaldía en detrimento de un pacto entre PP, Cs , Más Almuñécar (Facción Andalucista en contra de la hegemonía de Juan Carlos Benavides) e IU.
En 2019 se presenta por primera vez a unas elecciones generales. Se presenta a los segundos comicios de ese año únicamente por Granada dentro del proyecto "Agua para el campo" que se presentó con las siglas de esta formación. Su candidato fue Joaquín Cabrera Torres. El programa para estas elecciones constaba de un único punto,exigir a la Junta de Andalucía y el Gobierno Central el inicio del proyecto Tubería Negra redactado por la Junta, pero no realizado por falta de financiación. Su lema para la campaña fue "Tu voto útil en las elecciones." El 5 de mayo se integra con AxSí en Andaluces Levantaos para las elecciones autonómicas de 2022. En 2023 consigue, 6 concejales en Almuñécar y 4 en Lentegí consiguiendo la alcaldía de este municipio por mayoría absoluta, 3 en Salobreña y 3 en Motril aunque estos tres últimos lo hacen bajo las siglas de AxSí.

## Resultados electorales

### Elecciones municipales
| Elecciones | Votos   | %    | Concejales |
| ---------- | ------- | ---- | ---------- |
| 2007       | 9 250   | 0.24 | 20/8956    |
| 2011       | 7 773   | 0.19 | 21/9031    |
| 2015       | 150 655 | 3.92 | 319/9027   |
| 2019       | 4 086   | 0.11 | 10/9067    |

### Elecciones autonómicas
| Elecciones | Votos  | %    | Diputados |
| ---------- | ------ | ---- | --------- |
| 2008       | 7 862  | 0.17 | 0         |
| 2012       | 753    | 0.01 | 0         |
| 2015       | 60 707 | 1.53 | 0         |
| 2018       | 1 188  | 0.03 | 0         |
| 2022       | 11 890 | 0.32 | 0         |

### Elecciones generales
| Elecciones | Votos | %    | Diputados |
| ---------- | ----- | ---- | --------- |
| 2019       | 520   | 0.11 | 0         |

### Coaliciones que ha integrado
En Elecciones al Parlamento de Andalucía de 2022 y Elecciones municipales de 2023 en Andalucía se presentan dentro de la candidatura: Andaluces Levantaos (Andalucía Por Sí, Convergencia Andaluza, Andalucía Entre Todos, Ganemos Chiclana, Andalucistas Linenses, Cádiz Sí, Los Barrios 100×100, Foro de Montellano, Plataforma Andaluza-Foro Ciudadano, Juventudes Andalucistas)